# Alt in Tour (album)
Alt in Tour è un video-concerto e il settimo album dal vivo di Renato Zero, pubblicato il 30 novembre 2018.

## L'opera
Alt in Tour è costituito da un DVD, un Blu-ray e da 2 CD, che ripropongono il concerto tenutosi al Mediolanum Forum il 7 gennaio 2017. L'evento ha visto la partecipazione, oltre agli 8 elementi della band di Zero, dei 63 elementi dell’Orchestra Filarmonica della Franciacorta, diretta dal maestro Renato Serio, e dei Neri per Caso.
Il 7 novembre 2018 Zero ha annunciato sui suoi profili social l'uscita dell'album, prevista per il 30 novembre. Il 12 novembre, invece, ha svelato la scaletta del disco. A partire dal 23 novembre è stato possibile preordinarlo su iTunes.
I dischi contengono la versione live di alcuni dei brani presenti nell'album Alt e in altri precedenti. L'unica canzone inedita presente è L'intesa perfetta,in ricordo del suo autore, Giorgio Faletti,prematuramente scomparso.

## Versione CD[5]

### CD 1
1. Ouverture – 1:24
2. Niente trucco stasera – 4:02
3. Felici e perdenti – 4:12
4. In questo misero show – 4:26
5. Il maestro – 4:08
6. La lista – 4:07
7. Voyeur – 5:20
8. Cercami – 5:37
9. A braccia aperte – 5:27
10. Inventi – 3:11
11. Più su – 5:19
12. Spiagge – 4:26
13. Magari – 5:40

Durata totale: 57:19

### CD 2
1. I nuovi santi – 5:28
2. Qualcuno mi renda l'anima – 4:44
3. Un uomo da bruciare – 4:36
4. Gesù – 3:57
5. I figli della topa – 4:40
6. Rivoluzione – 4:11
7. Amico – 5:22
8. Gli anni miei raccontano – 5:33
9. L'intesa perfetta (con Luca Giacomelli Ferrarini) – 4:35
10. Il cielo – 4:17
11. Fammi sognare almeno tu – 5:48

Durata totale: 53:11